# 赵惟一 (辽朝)
赵惟一（？—1075年），辽朝人，辽道宗时伶官（宫廷艺人）。
赵惟一擅长弹奏琵琶、筝等乐器，又能谱曲。咸雍六年（1070年），辽道宗耶律洪基离京去木叶山，懿德皇后萧观音写了《回心院》词十首，以抒离怀，命赵惟一谱曲并且演奏，懿德皇后在帘内以乐器相和。大康元年（1075年），耶律乙辛诬告他和懿德皇后有淫乱行为，加以杀害。清朝王昙有《回心院》传奇演出这个故事。剧本现今不存。有些剧种根据这个传奇编成《凄凉辽宫月》。